# Travis Kalanick
Travis Cordell Kalanick, né le 6 août 1976 à Los Angeles, est un entrepreneur américain. Il est le fondateur de la société de partage de fichiers Red Swoosh et de l'application Uber. Il a démissionné en 2017 de la direction d'Uber à la suite d'enquêtes qui ont mis en évidence des infractions dans des centaines de bureaux d'Uber à travers le monde, et en raison de critiques répétées dirigées contre ses techniques de filtration managériales jugées particulièrement toxiques.
En 2014, il entre dans le classement Forbes des 400 Américains les plus riches à la 209e position. En 2016, sa fortune est estimée à 6,3 milliards de dollars.

## Jeunesse
Travis Cordell Kalanick est né le 6 août 1976 à Los Angeles. Il a vécu à Northridge, en Californie, où il est diplômé de Granada Hills High School et plus tard, s'inscrit à l'Université de Californie, pour étudier l'informatique,,. Sa mère Bonnie Renee Horwitz Kalanick, qui était juive, aurait travaillé dans la publicité pour le Los Angeles Daily News, et son père Donald E. Kalanick, issu d'une famille catholique d'origine autrichienne et slovaque est ingénieur. Il a deux demi-sœurs et un frère, Cory, qui est pompier.

## Carrière

### Scour
En 1998, Travis Kalanick abandonne l'université de Californie (UCLA) avec certains de ses camarades de classe pour fonder Scour Inc. (en), un moteur de recherche multimédia, et Scour Exchange, un service d'échange de fichiers pair-à-pair,. En 2000, le Motion Picture Association of America, la Recording Industry Association of America et l'Association nationale des éditeurs de musique ont intenté un procès contre Scour, pour violation du droit d'auteur. En septembre de cette année Scour se déclare en faillite pour se protéger de la poursuite judiciaire.

### Red Swoosh
En 2001, avec l'équipe d'ingénierie de Scour, Kalanick lance une nouvelle société appelée Red Swoosh (en), une autre société de partage de fichiers pair-à-pair. Le logiciel Red Swoosh a profité de l'augmentation de l'efficacité de la bande passante sur Internet pour permettre aux utilisateurs de transférer et marchander des grands fichiers de médias, y compris les fichiers musicaux et vidéos. En 2007, Akamai Technologies a acquis la société pour 19 000 000 $,,.

### Uber
En 2009, avec Garrett Camp, Kalanick fonde Uber, une application mobile qui relie les passagers avec des conducteurs de véhicules de location et permet un service de transport en temps réel,,. Uber est présent dans plus de 311 villes à travers le monde,. La société fait face à une concurrence féroce de la part de services similaires et de "compagnies clones",. La valeur d'Uber est estimée en 2020 à 56,3 milliards de dollars (soit 52,1 milliards d'euros). Si Travis Kalanick est considéré comme le principal artisan de cette réussite économique, l'entreprise a très mauvaise réputation.

### Controverses visant T. Kalanick à la tête de Uber
Uber a fait face à des controverses dans plusieurs villes du nord de l'Amérique, comme Washington DC, Chicago, Toronto, et New York,.
En novembre 2014, l'attitude blasée de Travis Kalanick concernant la sécurité des clientes est soulignée. Travis Kalanick a plaisanté, par exemple, au sujet d'un projet d'application de commande de taxi dont l'objectif était de garantir aux femmes une plus grande sécurité, « en l'appelant boober (qui a des seins proéminents) ».
Alors que le vice-président du groupe, Emil Michael (en), avait affirmé être disposé à investir jusqu'à 1 million de dollars pour discréditer une journaliste, Sarah Lacy, qui critiquait le sexisme dominant dans Uber, Kalanick s'était contenté de s'excuser pour les propos de Michael, et l'avait maintenu à son poste,.
En janvier 2017, une campagne de désinscription d'Uber, #DeleteUber (supprimez Uber), a été lancée sur Twitter pour protester contre le soutien opportuniste que Travis Kalanick avait accordé à un décret anti-immigration de Donald Trump. Les chauffeurs de taxi ayant fait grève  une heure en réaction contre le Muslim Ban promulgué par Donald Trump, Uber avait annoncé une baisse de ses tarifs pendant cette heure-là, ce qui avait été considéré  comme une manière de casser la grève. Travis Kalanick avait alors déclaré : « J’adore Uber plus que tout au monde et, en ces moments difficiles, j’ai accepté la demande des investisseurs de me mettre de côté afin que Uber puisse revenir à son bon fonctionnement plutôt que se distraire avec un autre combat ». Cette campagne de désabonnement a fait perdre à Uber 500 000 clients en un week-end.
Au premier trimestre 2017, Travis Kalanick fait l'objet de plusieurs révélations qui fragilisent sa position à la tête de l'entreprise. Il apparaît en mars 2017 dans une vidéo où il est filmé lors d'une conversation houleuse avec un chauffeur Uber, qu'il finit par insulter. Ayant présenté ses excuses à la suite de cet épisode, il a déclaré : « Je dois changer fondamentalement en tant que dirigeant, et grandir »,.
Travis Kalanick est critiqué pour ses méthodes managériales, accusé en particulier d'avoir laissé prospérer une culture d'entreprise favorisant l'agressivité, le sexisme et les discriminations de toutes sortes au sein de sa société, qui affiche la plus haute valorisation au monde pour une entreprise non cotée avec 68 milliards de dollars (61 milliards d'euros).
Mike Isaac, journaliste au New York Times, décrit dans Super Pumped: The Battle for Uber l'action de Travis Kalanick à la tête de Uber, et le présente comme « le parfait portrait-robot du tech bro », c'est-à-dire comme un représentant, dans le monde de la tech, de la culture Bro — culture misogyne caractérisée par la connivence entre hommes et l'esprit de compétition.
Selon les Inrocks, « Travis Kalanick a une devise : s’assurer que chaque année qui passe soit vécue comme difficile par ceux qui partagent son quotidien chez Uber ». Il a déclaré à ce sujet : « C’est comme ça que je fonctionne. Si c’est trop facile, c’est que je ne pousse pas assez mes employés ».

### Démission de la direction de Uber
Les « problèmes de corruption » dans l'entreprise, les critiques dirigées contre la «culture d'entreprise» d'Uber, ainsi que des cas d'agression sexuelle, et des centaines d'infractions constatées dans des bureaux d'Uber situés dans différentes régions du monde, révélées dans le rapport Holder, ont conduit Travis Kalanick à démissionner. Des membres de l'équipe dirigeante constituée par T. Kalanick ont dû démissionner également. La culture Bro répandue dans la Silicon Valley et les milieux de la haute technologie est mise en cause par des nombreux commentateurs,,.
Le 13 juin, après avoir annoncé qu'il se mettait en congé de son entreprise, à la suite de la disparition de sa mère, il démissionne le 20 juin de son poste de directeur général sous la pression croissante d'investisseurs, lui reprochant ses méthodes de gestion. En août 2017, une plainte est déposée par un investisseur de la firme, l'accusant d'avoir tenté de soudoyer le comité exécutif.
Dara Khosrowshahi lui succède à la tête d'Uber.

### L'après Uber
À la suite de sa démission de Uber, Travis Kalanick crée en mars 2018 un fonds d'investissement appelé « 10100 » dans le but d'investir dans l'immobilier, le commerce en ligne et dans des innovations émergentes en Inde et en Chine. Il rebondit au même moment dans une autre startup : City Storage Systems. Il devient CEO et compte investir près de 150 millions de dollars dans ce projet.
Il quitte le conseil d'administration d'Uber en décembre 2019. Il avait peu auparavant vendu 21 % de ses parts pour quelque 547 millions de dollars.

### CloudKitchens
Entre-temps en 2016, Diego Berdakin (en) fonde discrètement Urban Kitchens qui va devenir CloudKitchens , une start-up de « dark kitchen » (ou « cuisines fantômes »). Deux ans plus tard, Travis Kalanick, alors encore chez Uber, investit massivement dans City Storage Systems LLC, maison-mère de CloudKitchens. Contrairement aux habitudes de ce domaine d'activité, l'entreprise fournit les locaux aménagés en cuisine mais ne gère pas ces mêmes cuisines, préférant les louer avec des services annexes,. En parallèle, la filiale Otter propose des services de gestion des commandes et livraisons, et Future Foods, qui semble être une filiale, conçoit les concepts « menu et marque » pour ces restaurants virtuels. CloudKitchens commercialise également sous licence ses propres marques de cuisines virtuelles,. Au cours des années, avec cette forme d'intégration verticale, l'entreprise se développe aux États-Unis, en Asie, puis en Europe, au départ par le rachat d'emplacements pouvant être transformés.

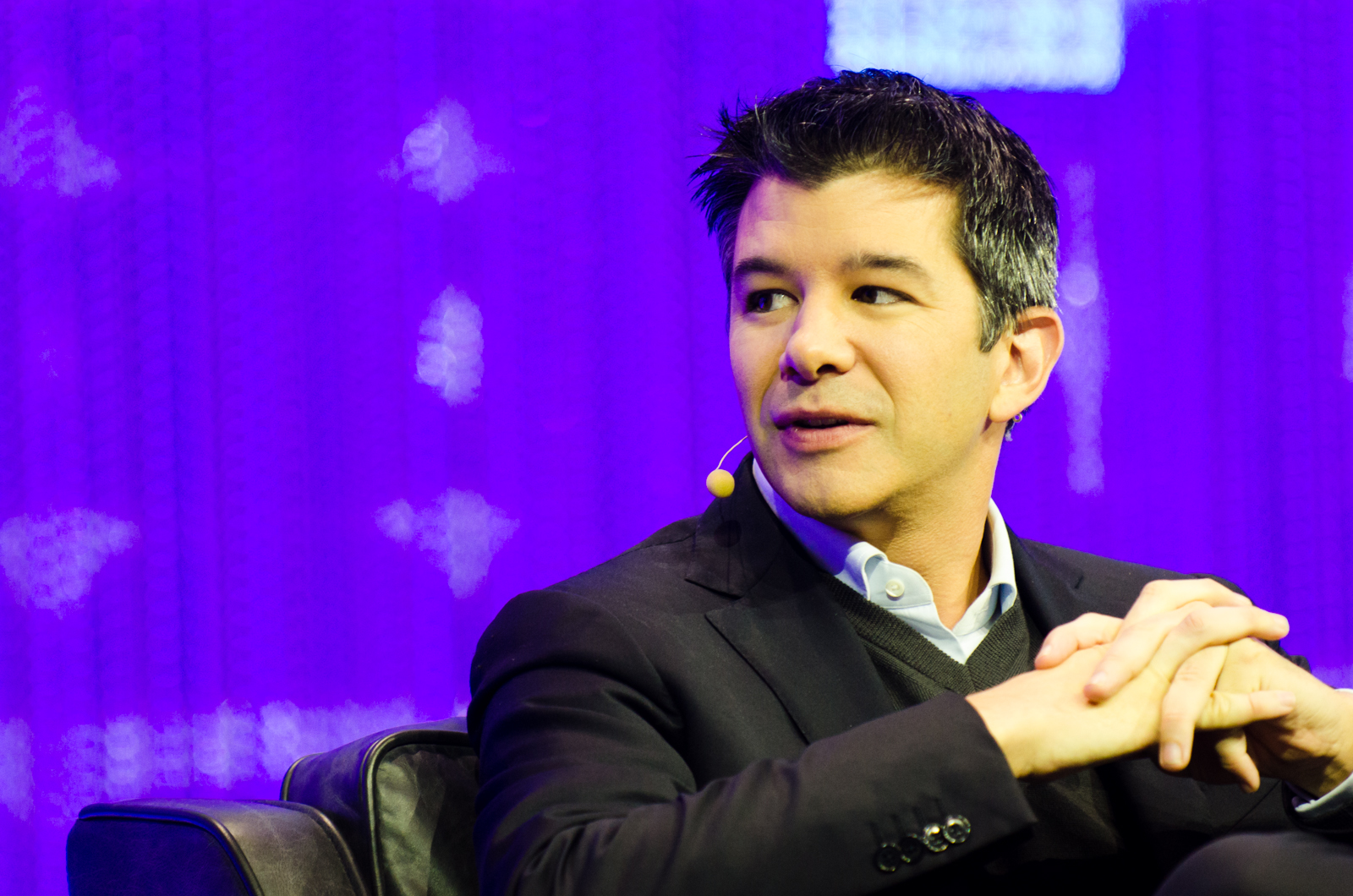
Kalanick parlant à la conférence LeWeb en décembre 2013.

## Dans la culture populaire
La série télévisée américaine d'anthologie Super Pumped consacre sa première saison, intitulée The Battle for Uber et diffusée en 2022 sur Showtime, à Uber. Le film retrace l'ascension de Travis Kalanick ; représenté comme un entrepreneur aux méthodes douteuses, Kalanick est interprété par Joseph Gordon-Levitt,.